# Svenska museiföreningen
Svenska Museiföreningen var en förening med uppgift att främja svensk museiverksamhet.
Föreningen bildades 1906 som Svenska Museimanna-föreningen. 1972 byttes namnet till Svenska museiföreningen. Från början kunde endast museifolk vara medlemmar, men 1977 tillkom en sektion för institutioner. Sedan många museer lämnat föreningen 2005 avvecklades verksamheten 2007.
Mellan 1994 och 2005 delade föreningen ut utmärkelsen Årets museum.